# مارا موتشي
مارا موتشي (مواليد 5 يوليو 1982) سياسية إيطالية.
وُلدت موتشي في بولونيا، وحصلت على شهادة جامعية في علوم الكمبيوتر، وشاركت في السباحة التنافسية وكانت أيضًا ممثلة مسرحية ومصورة.
في عام 2013 تم انتخاب موتشي نائبا لحركة 5 نجوم. في 26 يناير 2015 أعلنت مع ثمانية نواب آخرين وعضو مجلس الشيوخ خروجها من الحزب، ودخلت المجموعة الجديدة «البديل الحر».